# Друвиль
Друви́ль (фр. Drouville) — коммуна во французском департаменте Мёрт и Мозель региона Лотарингия. Относится к  кантону Люневиль-Нор.	

## География
Друвиль	расположен в 17 км к востоку от Нанси. Соседние коммуны: Курбессо на севере, Серр на северо-востоке, Мекс на юго-востоке, Кревик на юге, Арокур на западе, Желленонкур на северо-западе.

## История
- На территории коммуны находятся следы галло-романского периода и эпохи Меровингов.
- Деревня впервые опомянута в 1323 году.
- Феод прихода Розьера в XVI веке.
- Деревня сильно пострадала во время эпидемий чумы XVII века: в 1712 году насчитывалось лишь 48 жителей.

## Демография
Население коммуны на 2010 год составляло 171 человек.
| 1962 | 1968 | 1975 | 1982 | 1990 | 1999 | 2010 |
| ---- | ---- | ---- | ---- | ---- | ---- | ---- |
| 164  | 161  | 163  | 158  | 161  | 154  | 171  |